# Pertoúli
Pertoúli är en ort i Grekland.   Den ligger i prefekturen Trikala och regionen Thessalien, i den centrala delen av landet, 260 km nordväst om huvudstaden Aten. Pertoúli ligger 1 164 meter över havet och antalet invånare är 132.
Terrängen runt Pertoúli är varierad, och sluttar österut. Runt Pertoúli är det ganska glesbefolkat, med 34 invånare per kvadratkilometer. Närmaste större samhälle är Eláti, 7,7 km sydost om Pertoúli. I omgivningarna runt Pertoúli växer i huvudsak blandskog.